# Lesiny Małe
Lesiny Małe (deutsch Klein Leschienen) ist ein kleiner Ort in der polnischen Woiwodschaft Ermland-Masuren und gehört zur Gmina Wielbark (Stadt- und Landgemeinde Willenberg) im Powiat Szczycieński (Kreis Ortelsburg).

## Geographische Lage
Lesiny Małe liegt in der südlichen Mitte der Woiwodschaft Ermland-Masuren, 21 Kilometer südöstlich der Kreisstadt Szczytno (deutsch Ortelsburg).

## Geschichte
Nach der am 31. Dezember 1787 ausgestellten Gründungshandfeste wurden acht bisherige Eigenkätner auf meist Scheffelplätzen angesetzt. Bereits 1798 heißt es von Klein Leschienen, das Schatulldorf „ist jetzt regulär ausgebaut“ und die Einwohner seien „möglichst ordentlich, sie haben vorwiegend Sandboden von nicht ganz schlechter Qualität, hinlänglich Wiesenwachs und guten Wald, auch Bruchweide. Es wird hier Vieh- und Pferdezucht betrieben.“
Zwischen 1874 und 1945 war Klein Leschienen in den Amtsbezirk Fürstenwalde (polnisch Księży Lasek) im ostpreußischen Kreis Ortelsburg eingegliedert. Am 1. Dezember 1910 zählte das Dorf 164 Einwohner, 1933 waren es 134 und 1939 noch 118.
Aufgrund der Bestimmungen des Versailler Vertrags stimmte die Bevölkerung in den Volksabstimmungen in Ost- und Westpreussen am 11. Juli 1920 über die weitere staatliche Zugehörigkeit zu Ostpreußen (und damit zu Deutschland) oder den Anschluss an Polen ab. In Klein Leschienen stimmten 77 Einwohner für den Verbleib bei Ostpreußen, auf Polen entfielen 8 Stimmen.
1945 kam Klein Leschienen in Kriegsfolge mit dem gesamten südlichen Ostpreußen zu Polen. Das Dorf erhielt die polnische Namensform „Lesiny Małe“ und ist heute eine Ortschaft innerhalb der Stadt- und Landgemeinde Wielbark (Willenberg) im Powiat Szczycieński (Kreis Ortelsburg), bis 1998 der Woiwodschaft Olsztyn, seither der Woiwodschaft Ermland-Masuren zugehörig. Im Jahre 2011 zählte Lesiny Małe 60 Einwohner.

## Kirche
Bis 1945 war Klein Leschienen evangelischerseits in die Kirche Fürstenwalde (polnisch Księży Lasek) in der Kirchenprovinz Ostpreußen der Kirche der Altpreußischen Union sowie römisch-katholischerseits in die Kirche Groß Leschienen (Lesiny Wielkie) im damaligen Bistum Ermland eingepfarrt.
Heute gehört Lesiny Małe wie bisher zur Pfarrei in Lesiny Wielki, die jetzt dem Erzbistum Ermland zugeordnet ist. Die evangelischen Einwohner orientieren sich zur Pfarrkirche in Szczytno (Ortelsburg) innerhalb der Diözese Masuren der Evangelisch-Augsburgischen Kirche in Polen.

## Schule
In Klein Leschienen gab es keine Schule. Die Kinder besuchten die zwei Kilometer entfernte Schule in Groß Leschienen.

## Verkehr
Lesiny Małe liegt ein wenig abseits vom Verkehrsgeschehen und ist über Nebenstraßen aus den Nachbarorten zu erreichen. Eine Anbindung an den Bahnverkehr existiert nicht.